# سنونو زموع
سنونو زموع (الاسم العلمي: Tachycineta)، جنس طيور من الجواثم وفصيلة السنونو، أنواعه تسعة يقتصر وجودها على الأمريكتين.